# Joseph Christmas Ives
Pour les articles homonymes, voir Ives.
Joseph Christmas Ives, né le 25 décembre 1829 à New York où il est mort le 12 novembre 1868, est un botaniste et explorateur américain.

## Biographie
Né à New York le jour de Noël 1829, Yves est diplômé du Bowdoin College en 1848 et obtient sa maîtrise en 1851. Diplômé de l'Académie militaire des États-Unis en 1852, il est sous-lieutenant de 1853 à 1854, et est nommé par l'armée américaine auprès des ingénieurs topographiques en tant qu'assistant du lieutenant Amiel Weeks Whipple pour étudier le trajet du Pacific Railroad Surveys le long du 35e parallèle.
De 1857 à 1858, il commande une expédition visant à explorer le fleuve Colorado depuis son embouchure. Il conçoit, construit et teste son propre bateau à vapeur à roue arrière, puis l'expédie dans le delta du Colorado. À Robinson's Landing (en), il réassemble puis utilise le bateau à vapeur Explorer pour cartographier et étudier la rivière. Son groupe comprend John Strong Newberry, associé du Smithsonian, en tant que géologue et l'artiste allemand Balduin Möllhausen (en). Il conduit son groupe jusqu'au Colorado jusqu'à un point juste au-dessus de la tête du Black Canyon du Colorado et au-delà jusqu'à proximité de Fortification Rock (en). Le lendemain, ils parcourent trois kilomètres plus loin jusqu'à Las Vegas Wash (en), que Ives pense être la rivière Virgin, mais il a des doutes car elle semble trop petite.
De retour dans les villages Mohave, il traverse ensuite le nord de l'Arizona jusqu'à Fort Defiance. Il rapporte ses découvertes dans son rapport de 1861 sur le fleuve Colorado de l'Ouest. L'expédition Ives produit l'une des premières cartes importantes du Grand Canyon dessinée par Frederick W. von Egloffstein (en), topographe de l'expédition.
Ives sert ensuite comme ingénieur et architecte pour le Washington National Monument de 1859 à 1860. Au début de la guerre civile américaine, il refuse une promotion au grade de capitaine et, malgré sa naissance dans le Nord, il rejoint l'armée confédérée à la fin de 1861. Il sert dans l'ingénierie et est finalement nommé aide de camp (avec grade de colonel) du président Jefferson Davis de 1863 à 1865. Après la guerre, il s'installe à New York où il meurt le 12 novembre 1868.
En 1855, il avait épousé Cora Semmes Ives (en). Ils sont les parents du sénateur de l'État de New York et président du Conseil territorial de l'Arizona, Eugene S. Ives (en) (1859-1917).